# Kobiety mej młodości
Kobiety mej młodości – rzeczy wybrane – książka reportażowa i zarazem zbiór wspomnień Arkadego Fiedlera z lat 1911–1939, opisujący jego relacje z kobietami, po raz pierwszy wydany przez Wydawnictwo Poznańskie w 1989 r., po śmierci autora. Ostatnia książka w dorobku Arkadego Fiedlera.

## Treść
Koncepcja książki nawiązuje do dwóch wcześniejszych książek Arkadego Fiedlera – Motyle mego życia i Zwierzęta mego życia. Napisane pod koniec życia autora, zawierają zarówno materiały oryginalne (wspomnienia) jak i przedruki z wcześniej publikowanych książek podróżniczych.
Kobiety mej młodości opisują relacje Arkadego Fiedlera z kobietami w latach 1911–1939. Związki te mają charakter zarówno przyjaźni, głęboko erotyczny jak i zwykłych znajomości. Pierwsze rozdziały książki są poświęcone przeważnie Polkom, z którymi stykał się w Poznaniu, w późniejszych opisuje dziewczęta i kobiety, które poznał podczas swoich podróży po świecie. Szczególnie dużo miejsca zajmuje Amazonia, Madagaskar oraz Tahiti – rozdziały te stanowią częściowo przedruki w wcześniejszych reportaży (Ryby śpiewają w Ukajali i innych). Jeden z rozdziałów Fiedler poświęcił polskiej agentce brytyjskiego wywiadu podczas wojny Krystynie Skarbek, opisał też postać Reri, tahitańskiej aktorki, która w latach 30. związała się z Eugeniuszem Bodo.
Książka kończy się opisem odpłynięcia autora w grudniu 1939 r. na pokładzie statku z Tahiti ku Europie, w której właśnie zaczęła się II wojna światowa.